# Burg Döbring
Die Burg Döbring (deutsch auch Döbringer Burg genannt; slowakisch hrad Dobrá Niva oder Dobronivský hrad) ist die Ruine einer Höhenburg beim mittelslowakischen Ort Podzámčok im Okres Zvolen, drei Kilometer nördlich der Gemeinde Dobrá Niva (deutsch Döbring). Sie befindet sich auf einer Anhöhe nördlich von Podzámčok, am Übergang vom Gebirge Javorie in den südlich gelegenen Talkessel Pliešovská kotlina.

## Geschichte
Die Burg wurde wahrscheinlich gegen Ende des 13. Jahrhunderts gebaut und sicherte einen alten Handelsweg zwischen den Städten Krupina (deutsch Karpfen) und Zvolen (deutsch Altsohl). Als wahrscheinlichster Bauherr wird einer von den Gespanen der Sohler Gespanschaft genannt. Sie wurde zum ersten Mal 1306 als castrum de Dobronya schriftlich erwähnt. Zeitweise gehörte sie dem Kleinkönigtum des Oligarchen Matthäus Csák, nach dessen Tod im Jahr 1321 fiel sie an die königliche Kammer.
Von 1427 bis 1437 gehörte die Burg der zweiten Gemahlin von Sigismund von Luxemburg, Barbara von Cilli, und anschließend deren Tochter Elisabeth von Luxemburg. Im folgenden Bürgerkrieg um die ungarische Thronfolge wurde sie schwer beschädigt, wie einer 1455 ausgestellten Urkunde von Ladislaus Postumus zu entnehmen ist. Im Spätmittelalter und in der Renaissance wechselten sich mehrere Besitzer ab, bis die Burg 1614 zum Gut der Magnatenfamilie Esterházy wurde. Die Bedeutung der Burg wuchs in der zweiten Hälfte des 16. Jahrhunderts, als das Osmanische Reich angrenzende Gebiete besetzte. Die Osmanen beschränkten sich zumeist auf Plünderzüge des Döbringer Herrschaftsgebiets, 1583 organisierten aber die Beys der Sandschaks Szécsény und Fileck einen Feldzug gegen die Burg, der mit rechtzeitiger Hilfe des Sohler Kapitäns abgewehrt werden konnte. Danach war sie so baufällig, dass die Verwaltung in ein neues Gebäude unter der Burg umgzog, nur eine Garnison blieb zurück. Die Esterházys ließen die Anlage mehrmals restaurieren, darunter im Jahr 1731. Nach einer Beschreibung aus dem Jahr 1668 bestand die Burg aus einem zweistöckigen Burgpalas, zwei Toren, einer Bastei sowie starker Befestigung.
1805 erwarb der Staat die Burg für die Bergkammer und mangels Wartung begann sie zu verfallen. Die Dorfbewohner taten ihr Übriges, als sie die verlassene Anlage als Quelle von Baumaterialien für ihre Häuser nutzten.

## Heutiger Zustand
Bis auf die konservierten Überreste des Palas’ ist von der ehemaligen Burg nichts übrig geblieben. Die Ruine ist heute Besitz der Gemeinde Podzámčok und frei zugänglich. 1996 wurden die Überreste unsachgemäß konserviert, sodass der noch erhaltene Rest den historischen Charakter verlor.